# Salisbury (Missouri)
 Salisbury è una city statunitense dello stato del Missouri nella Contea di Chariton.

## Storia

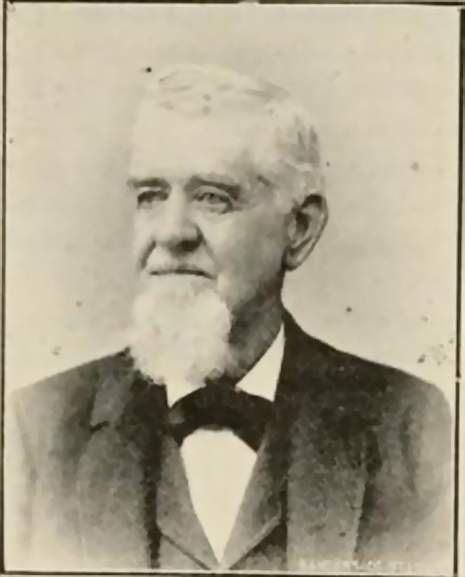
Il giudice Lucius Salisbury, fondatore della città.

La terra ove ora si trova Salisbury fu proprietà di certo Prior Bibo, un veterano della guerra anglo-americana, verso la fine degli anni 1820. Una parte dei trecentoventi acri fu assegnata a Bibo dal governo degli Stati Uniti in compenso dei servigi resi durante la guerra. 
 Dopo due passaggi successive di proprietà, la terra fu ceduta per $400 al giudice Lucius Salisbury nel 1856, che fondò la comunità il 1º aprile 1867. Essa fu dotata fin dal 1863 di un ufficio postale, aperto nella propria abitazione dallo stesso Lucius. Egli gestiva inoltre una stazione di sosta delle diligenze, nota come "Shop-A-While"
Al censimento del 1870 Salisbury contava 626 abitanti. Due anni dopo fu colpita da un violento tornado. Grossi incendi provocarono gravi danni alle attività economiche nel 1877 e nuovamente nel 1882. Fu in quello stesso anno che Salisbury venne classificata come città di quarta classe, secondo le leggi del Missouri.
Le prime attività della comunità erano costituite da due alberghi, un mulino, tre aziende produttrici di tabacco, tre manifatture di attrezzi agricoli e una quarantina di attività mercantili di vario genere, verso la fine del XIX secolo. Per le attività ricreative gli abitanti avevano a disposizione la Salisbury Opera House.
Una Storia della Contea di Chariton, pubblicata nel 1896, elenca fra le attività cittadine due giornali, sei medici, una fabbrica di soda-pop, fabbriche di sigari ed un impianto di produzione di elettricità, proprietà della città.